# Musée mémorial du 21 octobre

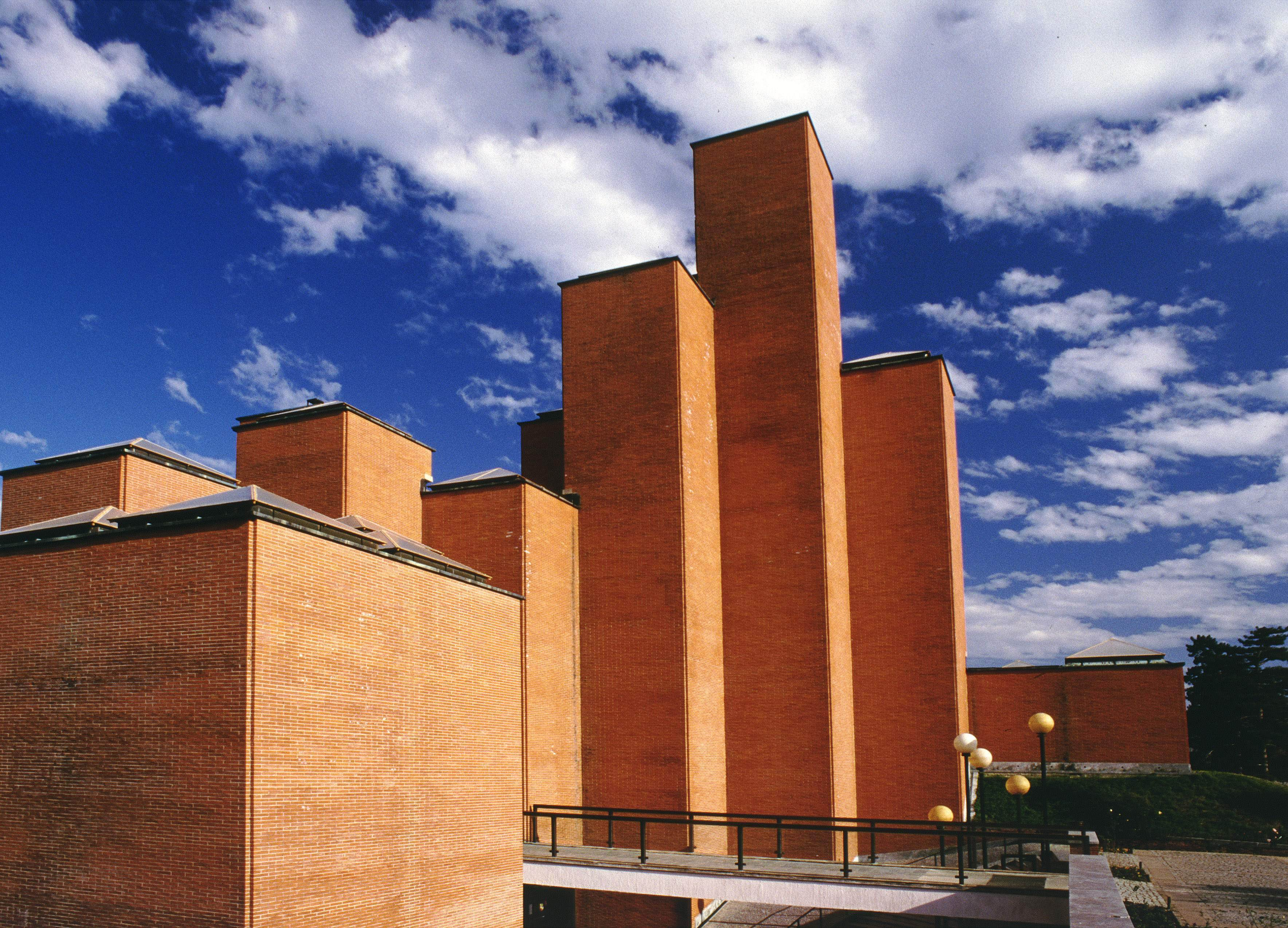
Le musée mémorial du 21 octobre

Le musée mémorial du 21 octobre (en serbe cyrillique : Спомен-музеј 21. октобар ; en serbe latin : Spomen-muzej 21. oktobar) est un musée situé à Kragujevac, en Serbie. Construit dans le parc mémorial de Šumarice, il abrite des collections commémorant le massacre de Kragujevac du 21 octobre 1941, perpétré sur les populations civiles de la ville par les nazis. De 2 300 à 5 000 personnes, principalement des Serbes et des Roms, des femmes et des enfants, ont alors trouvé la mort,. Le musée a ouvert ses portes le 15 février 1976.

## Bâtiment
Le bâtiment qui abrite le musée a été conçu par les architectes Ivan Antić et Ivanka Raspopović et il a été conçu comme une architecture symbolique. Les briques rouges rappellent le sang versé lors du massacre de Kragujevac, tandis que les 33 tourelles qui forment l'édifice, de hauteur variable, évoquent les 30 tombes de victimes abritées dans le parc, ainsi que trois autres tombes situées dans des villages voisins. Le manque de fenêtre se veut évocateur de la situation désespérée dans laquelle se sont retrouvés les prisonniers. Les fondations, en forme de croix, évoquent le symbole chrétien de la souffrance. Les reliefs des portes d'entrée sont dus au sculpteur et académicien Nikola Janković.

## Collections
Les collections du musée mémorial du 21 octobre sont présentées sur deux niveaux.
Le niveau supérieur est consacré à une exposition permanente intitulée La tragédie de Kragujevac 1941 (en serbe cyrillique : Крагујевачка трагедија 1941), réalisée par les historiens Staniša Brkić, Nenad Đorđević et Milan Koljanin. Elle réunit de nombreux documents afférents au massacre, dont une importante collection de photographies ; on y conserve les noms des victimes et des informations les concernant, ainsi que des portraits. On y trouve aussi des messages d'adieu adressés par les victimes à leurs proches.
Le niveau inférieur du musée est consacré à des expositions artistiques et documentaires, à des événements littéraires et à des projections de films. Deux collections y sont également présentées. La première est consacrée à la série Kragujevac 1941, réalisée par le peintre et académicien Petar Lubarda entre 1966 et 1968 ; cet ensemble de 27 œuvres, de format et de technique variés, représente par l'abstraction l'exécution de Kragujevac. Le peintre a offert cette série au parc mémorial de Šumarice en 1969, stipulant dans son testament qu'elle ne devait jamais quitter Kragujevac. La seconde collection exposée est consacrée aux sculptures de Dragan Panić.

## Expositions
Le musée organise des expositions temporaires dans le cadre des Ponts des Balkans (Мостови Балкана/Mostovi Balkana), consacrées aux arts visuels modernes et contemporains ; la galerie dans laquelle ont lieu ces manifestations accueille aussi des soirées littéraires et des conférences. En 2009, parmi les artistes exposés, on peut citer Jelena Todorović, Mia Lukovac, Ana Petrović Šiljković, Ivana Stanković, Žarko Stanković, Milivoje Babović, Jelena Đurić, ou encore Žarko Vučković.

## Bibliothèque
Le musée mémorial du 21 octobre possède une bibliothèque destinée à recueillir, conserver et prêter des ouvrages concernant le massacre de Krgujevac mais aussi la ville de Kragujevac elle-même et la région de Šumadija. Créée en 1963, elle abrite un fonds de plus de 3 000 ouvrages.

## Publications
Le musée a commencé ses publications en 1964, avec l'édition en 5 000 exemplaire d'une monographie intitulée 21 octobre. En 2008, 86 titres avaient été publiés, pour un total de 2 300 000 exemplaires. Il publie des ouvrages d'histoire et de littérature, notamment des poèmes, ainsi que les catalogues des expositions et le magazine Veliki školski čas.